# Distretto di Kamienna Góra
Il distretto di Kamienna Góra (in polacco powiat kamiennogórski) è un distretto polacco appartenente al voivodato della Bassa Slesia.

## Geografia antropica

### Suddivisioni amministrative
Il distretto comprende 4 comuni.
- Comuni urbani: Kamienna Góra
- Comuni urbano-rurali: Lubawka
- Comuni rurali: Kamienna Góra, Marciszów